# Відвідний нерв
Відвідний нерв (лат. n. abducens) — VI пара черепно-мозкових нервів, належить до рухових нервів.

## Порівняльна анатомія
Загалом відвідний нерв мають всі хребетні, а його будова та основна функція (відведення ока) залишаються незмінними. Єдиним виключенням є міксини, які не мають окорухових м'язів, а тому й не мають ні відвідного, ні інших окорухових нервів. Окрім відведення ока відвідний нерв іннервує м'яз-втягувач ока. Цей м'яз наявний у тварин з миготливою перетинкою; він втягує око і дозволяє мембрані покрити передню частину очного яблука. У стовбурі мозку в такому випадку буде наявне додаткове ядро відвідного нерва, волокна якого забезпечуватимуть іннервацію специфічного м'яза. Ще одною особливістю є розміщення ядер відвідного нерва у золотих рибок та міног: воно в них розміщене значно більш допереду, ніж зазвичай розташовані рухові ядра, в місці характерному радше для ядер спеціальної вісцеральної еферентної інформації.

## Анатомія

### Ядро

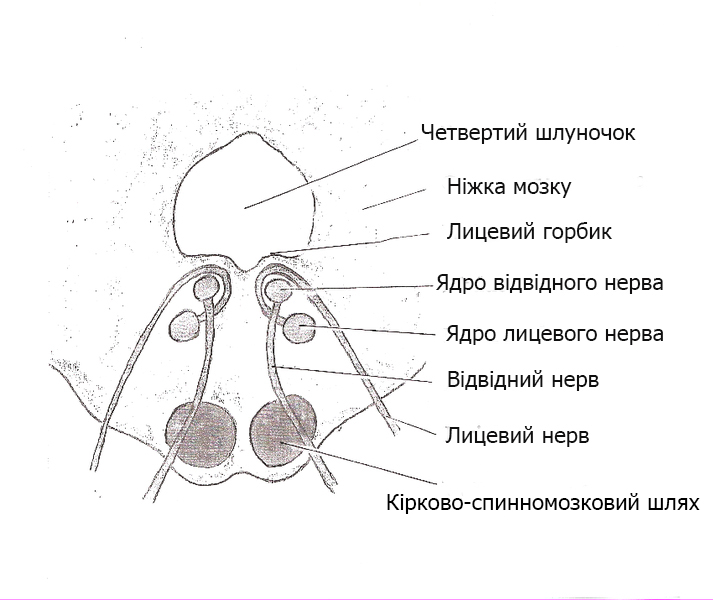
Поперечний зріз моста з візуалізацією відвідного та лицевого нервів, їх ядер, лицевого горбика та четвертого шлуночка

Відвідний нерв має тільки одне ядро — ядро відвідного нерва (лат. nucleus nervi abducentis). Воно є моторним ядром. Ядро розташоване в мості, неподалік його переходу в довгастий мозок, під лицевим горбком (лат. colliculus facialis) та поруч з присереднім поздовжнім пучком (лат. fasciculus longitudinalis medialis). Власне цей горбок утворений волокнами лицевого нерва, які обходять (цей вигин називається внутрішнім коліном лицевого нерва) ядро відвідного нерва та відділяють його від четвертого шлуночка мозку. В людей в ядрі є два типи нейронів: мотонейрони, які забезпечують іннервацію бічного прямого м'яза ока, та інтернейрони (між'ядерні нейрони), які в складі присереднього поздовжнього пучка прямують на інший бік, до передньої ділянки бічної частини ядра окорухового нерва, для забезпечення співдружності в рухах обох очей. При дослідженні в тварин знайшли ще одну популяцію нейронів, які відправляють свої відростки до клаптика мозочка (лат. flocculus cerebelli); мозочок таким чином забезпечує стабілізацію погляду в бік. Аналогічних нейронів у людини поки що не виявили.

### Стовбур нерва
Волокна від кожного ядра прямують допереду, крізь речовину моста. Опісля вони виходять зі стовбура мозку на межі між мостом та пірамідою довгастого мозку; ця ділянка називається цибулино-мостовою борозною. Нерв спочатку потрапляє в цистерну моста (складове підпавутинного простору), згодом пробиває тверду оболону та доходить до верхівки скроневої кістки, де проходить в каналі Дорела — утворі, який утворений верхівкою скроневої кістки збоку та знизу, кам'яно-клиноподібною зв'язкою зверху та спинкою турецького сідла зсередини. Після проходження каналу нерв та потрапляє в печеристу пазуху (лат. sinus cavernosus). Топографія нерва в цьому утворі є дуже важливою:
- бокове і найвище положення займатиме окоруховий нерв
- нижче нього проходитиме блоковий нерв (лат. nervus trochlearis), але згодом їхнє взаємне розташування поміняється
- ще нижче будуть розміщені перша та друга гілки трійчастого нерва
- медіально від цих двох гілок прямує останній наявний відвідний (лат. nervus abducens)
- ще медіальніше від нього прямує внутрішня сонна артерія.

З печеристої пазухи нерв потрапляє до орбіти крізь верхню очну щілину (лат. fissura orbitalis superior), з присереднього краю останньої, проходить крізь сухожилкове кільце (спільна точка початку всіх проксимальних кінців окорухових м'язів) та вплітається в бічний прямий м'яз ока, який нерв й іннервує.

### Шлях в ЦНС
Оскільки нерв є суто руховим, то і його єдиний шлях є руховим та пірамідним. Шлях від кори до ядра відвідного нерва належить до кіркового-ядерного шляху (лат. corticonuclearis) та складається з двох нейронів:
- перший нейрон (верхній мотонейрон) залягає в передцентральній звивині головного мозку

- другий нейрон (нижній мотонейрон) розміщений в ядрі відвідного нерва; ці нейрони отримують волокна як з протилежної півкулі, так зі свого боку.

Оскільки волокна від ядра (від нижнього мотонейрона) прямують до бічного прямого м'яза ока, то в літературі можна зустріти, з урахуванням цього відрізка від ядра до м'яза, ще одну назву шляха — кірково-м'язовий (лат. tractus corticomuscularis).

### Кровопостачання нерва
Пучковий та підпавутинний відділи нерва кровопостачаються з басейну основної артерії. Ключову роль для відвідного нерва відіграє передня нижня артерія мозочка — основна судина в цьому відділі. Нерв також живиться від сплетення, яке розташоване на схилі потиличної кістки і яке утворюється при поділі гілочок висхідної глоткової артерії (басейн зовнішньої сонної артерії) та з гілочок, що відходять від каротидного синуса. В ділянці печеристої пазухи та верхньої очної щілини нерв кровопостачається від передньобічного стовбура внутрішньої сонної артерії.

## Функції
Відвідний нерв є одним з окорухових нервів. Він іннервує бічний прямий м'яз ока, який забезпечує відведення очного яблука. Як і решту окорухових нервів він залучений у виконання як свідомих, так і не свідомих рухів очима. Окрім безпосередньої іннервації м'яза він ще й забезпечує узгоджений рух очей при погляді в бік. Останнє реалізується завдяки наявності інтернейронів в ядрі відвідного нерва, які своєю чергою передають сигнал до контрлатерального ядра окорухового нерва, а саме до тої частини, яка іннервує присередній прямий м'яз ока. Ці інтернейрони залучені при забезпеченні опто-кінетичного та вестибуло-окулярного рефлексів.

## Виноски
1. ↑  Неттер Ф. (2004). Атлас анатомії людини [Цегельский А.А.]. Львів: Наутілус. с. 592. ISBN 966-95745-8-7.
2. ↑  Human Anatomy & Physiology (вид. 7th). Benjamin Cummings. 2006. ISBN 978-0805359091.